# Шувалов Петро Іванович
Шува́лов Петро́ Іва́нович (1710 — 4 (15) січня 1762) — державний діяч Російської імперії, генерал-фельдмаршал, конференц-міністр, камергер, сенатор, реформатор та винахідник.
В молодості служив пажем при дворі Петра I, потім камергером при Єлизаветі Петрівні.
У 1741 стає гвардійським підпоручиком та генерал-майором. Через рік отримує орден Святої Анни і орден Святого Олександра Невського, стає поручиком гвардії. 
У 1744 підвищений до генерал-лейтенанта, стає сенатором.
У 1746 його возвели в графи, у 1748  стає генерал-ад'ютантом.
У 1749 стає одним з головних сановників імперії, жодна державна справа не може бути вирішена без його участі. Після смерті Єлизавети він стає генерал-фельдмаршалом при Петрі III.

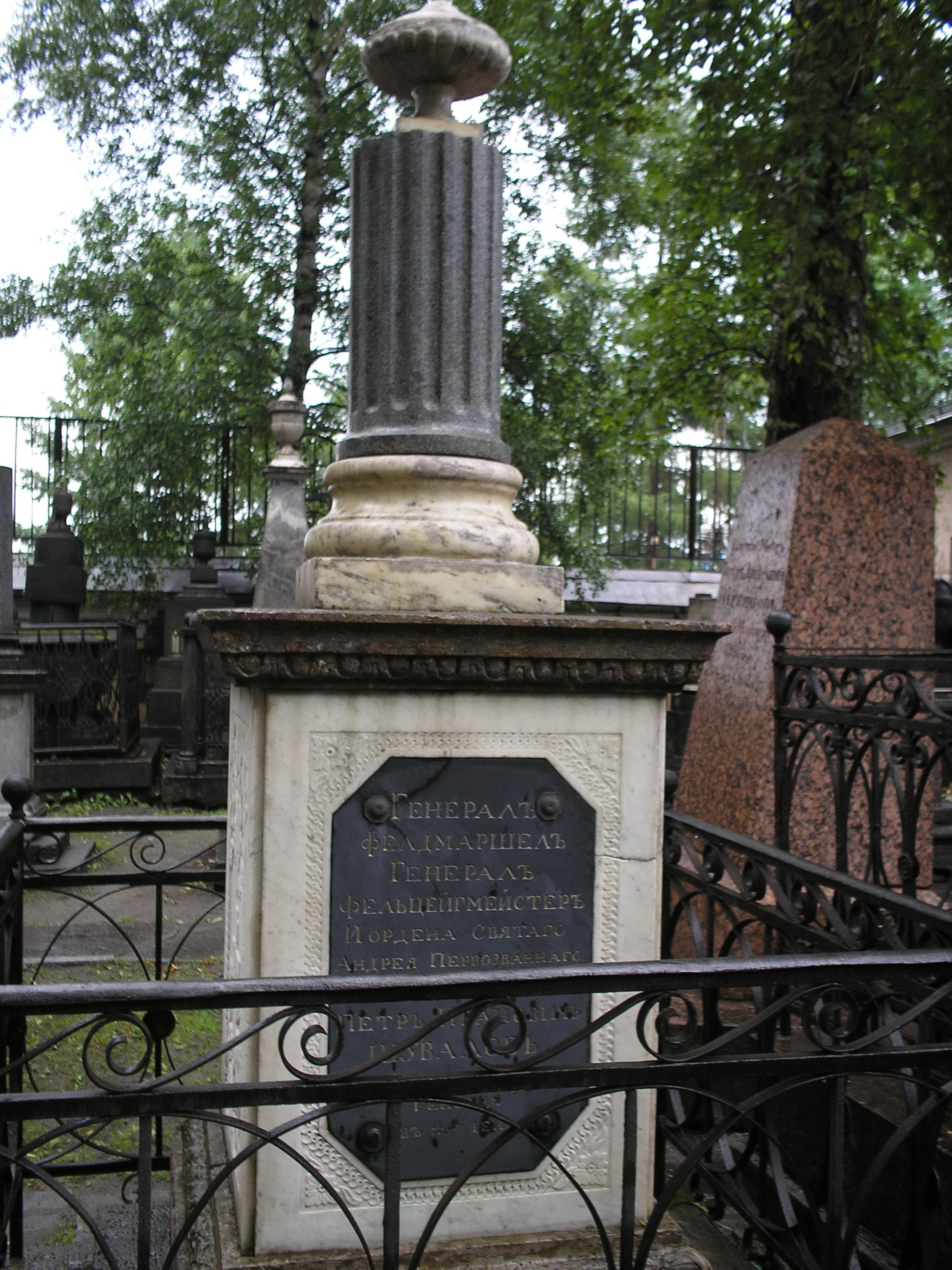
Могила П. І. Шувалова

З іменем Шувалова пов'язано створення багатьох промислових та гірських підприємств, таких як Воткінський завод (1757—1759) та Іжевський завод (1760—1763).